# Efstathios Tavlaridis
Efstathios Tavlaridis (grč. Στάθης Ταυλαρίδης) (Serres, 25. siječnja 1980.) bivši je grčki obrambeni igrač i nacionalni reprezentativac. Tijekom karijere u Francuskoj, igrač je dobio nadimak Taureau (hrv. Bik) zbog agresivnog stila igre.

## Karijera

### Klupska karijera

#### Iraklis, Arsenal, Portsmouth
Igrač je karijeru započeo 1997. u solunskom Iraklisu dok je 2002. prodan londonskom Arsenalu u transferu vrijednom jedan milijun GBP. U novom klubu Tavlaridis nije uspio izboriti mjesto u sastavu jer su mu konkurencija u obrani bili Sol Campbell i Kolo Touré te je za Arsenal odigrao samo jednu prvenstvenu utakmicu. Zbog toga je jedno vrijeme proveo na posudbama u Portsmouthu i Lilleu.

#### Lille
Početkom 2004. Efstathios Tavlaridis je poslan na posudbu u Lille dok je 29. travnja francuski klub otkupio igrača od Arsenala te je s njime potpisao četverogodišnji ugovor. Grk je u klubu proveo tri odlične godine nakon čega je privukao interes drugih klubova.

#### AS Saint-Étienne
Iako se Tavlaridisa povezivalo s vodećim francuskim klubovima kao što su Girondins de Bordeaux, Olympique Marseille te AS Monaco, igrač je potpisao trogodišnji ugovor za AS Saint-Étienne u transferu vrijednom 2,5 milijuna eura. Tavlaridisu je dodijeljen dres s brojem 4 te je ubrzo izborio mjesto u prvom sastavu gdje mu je partner u obrani bio Moustapha Bayal Sall.
Igrač je debi za AS Saint-Étienne imao na gostovanju kod bivšeg kluba Lillea gdje su ga domaći navijači dočekali velikim pljeskom.
Grčki igrač je imao odličan start u sezoni 2007./08. te je postigao prvi gol za Saint-Étienne u 2:1 pobjedi protiv Sochauxa. Početkom prvenstvene sezone 2009./10. trener Alain Perrin je odredio Tavlaridisa za novog kapetana momčadi. Međutim, igraču je oduzeta kapetanska vrpca već nakon šest prvenstvenih utakmica jer se teško ozlijedio što ga je na duže vrijeme udaljilo s terena.
Efstathios Tavlaridis je za klub ukupno odigrao 69 utakmica te je postigao dva pogotka. Saint-Étienne je napustio završetkom sezone 2009./10.

#### Larissa
Grčka Larissa je 30. travnja 2010. objavila da je sklopila dogovor s Tavlaridisom da će s njime potpisati četverogodišnji ugovor nakon što mu završetkom sezone u Ligue 1 istekne postojeći sa Saint-Etienneom.

#### OFI Kreta
Nakon jedne sezone u Larissi, igrač je prešao u OFI Kretu.

### Reprezentativna karijera
U mladoj U21 reprezentaciji, Tavlaridis je bio član momčadi koja je igrala na europskom U21 prvenstvu 2002. godine.
Tavlaridis je za Grčku odigrao svega dvije reprezentativne utakmice u vrijeme kada je nacionalnu momčad vodio Otto Rehhagel. Bio je dijelom reprezentacije koja je 2005. nastupila na Kupu konfederacija.

## Vanjske poveznice
- Statistika igrača u francuskom prvenstvu  Arhivirana inačica izvorne stranice od 29. rujna 2012. (Wayback Machine)